# 합천 무학대사 유허지
합천 무학대사 유허지(陜川 無學大師 遺墟址)는 대한민국 경상남도 합천군 대병면 대지리에 있다. 2008년 12월 11일 경상남도의 기념물 제269호로 지정되었다.

## 개요
합천군 대병면 대지리 산 2번지 일원은 발굴조사 결과 건물지 16동, 축대 배수로, 괘불지주 등의 유구가 확인되었으며 출토된 기와, 자기류등을 통해 볼 때 12세기에 건립되어 18세기까지 사용되었을 가능성이 높으며 17세기 초반에서 후반경에는 실체 사찰의 기능을 수행하였음을 확인하였다.
발굴결과 수차례에 걸친 수.개축이 있었음을 확인할 수 있었으며 고려시대 전기에서 조선시대 후기에 걸쳐 운영된 사찰로 판단되고 있다.
고려시대 전기부터 조선시대 후기에 걸쳐 운영된 사찰로 판단되므로 각종 지리서에서 거리나 방향 등을 고려하여 대지리 폐사지에 비정할 만한 사찰을 찾아보면 寶巖寺와 舍那寺가 유력하다. 이 중 寶巖寺는 『輿地圖書』가 편찬되는 18세기 중반에 이미 폐사되었다 하므로 논외로 하고 이에 반해 舍那寺는 月如山 자락에 위치하고,『輿地圖書』『三嘉縣邑誌』佛宇條 및『嶠南誌』에 「舍那寺 在縣北五十里一名浮屠寺」라고 하여 조선시대 말까지 법등이 전해지고 있었으며 그 방향과 거리도 일치하여 대지리 폐사지는 일단 「사라사」로 비정할 수 있다.
그런데『輿地集成』『三嘉縣邑誌』寺刹 「舍那寺在黃梅山舞鶴所創」이라 하여 무학이 창건하였다고 하였는데 이는 「무학당」 표석과 함께 대지리 폐사지가 무학대사와 관련이 있는 사찰임을 반증하고 있는 것이며 지표조사를 통하여 무학대사 출생지로 고증된 대지리 마을 또한 보다 신빙성이 높아졌다고 할 것이다. 이상과 같은 발굴조사 자료와 각종 지리서에 나타난 기록, 春亭 卞季良의 『妙嚴尊者塔銘』와 같은 금석문을 통하여 조선 태조 이성계의 왕사 무학대사는 삼가현 사람임이 분명하게 증명되었다고 할 수 있으며 무학대사와 관련있을 것으로 추정되는 본 유적을 무학대사 유허지로 명명하여 지정.보존함.

## 참고 문헌
- 합천 무학대사 유허지 - 국가유산청 국가유산포털